# Pander E
Pander E byl první nizozemský výcvikový letoun, který byl využíván jak aerokluby a Národní leteckou školou, tak byl užíván v soukromém vlastnictví. V roce 1926 byl v Nizozemsku postaven dvoumístný jednomotorový dvouplošník, který poprvé vzlétl v zimě 1926. Celkem bylo postaveno 17 letounů postupně se vzrůstajícím výkonem motorů, z nichž 11 bylo osazeno motory Walter.

## Vznik a vývoj
V roce 1924 byla v Haagu založena továrna Nederlandse Fabriek van Vliegtuigen H. Pander & Zonen (Nizozemská továrna letadel H. Pander & synové), která se vedle převažující výroby nábytku zabývala též konstrukcí sportovních letounů. Po prvním letounu Pander D (1924) přišel H. Pander s letounem Pander E. Letoun byl zalétán poručíkem Elkerboutem z nizozemského námořnictva. Prvních 5 sériových letounů EC60 bylo imatrikulováno v únoru 1929, následující 6 letounů EF85 od dubna 1930 do listopadu 1931. Poslední letoun této řady E, varianta E85 dolétal za "Nizozemsko" 10. května 1940 a z rejstříku byl vymazán 8. července 1940. Pander E z hlediska počtu vyrobených strojů byl nejúspěšnějším modelem v řadě lehkých sportovních letadel Pander. Po okupaci Nizozemska padly do rukou německých vojáků dva letouny (EF85, PH-AIA a EF85, PH-AIB), které byly využívány až do konce roku 1941.

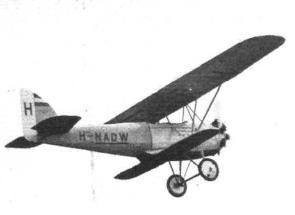
Pander EC60 na soutěži, Waalhaven 1928

## Popis letounu
Letoun měl nestejně veliká křídla, dolní bylo výrazně menší než horní křídlo. Toto provedení letounu bývá označováno jako sesquiplane (volně „jeden a půl“ křídla). Posádka (pilot a instruktor) seděla v kokpitech v tandemovém uspořádání, řízení bylo zdvojené. Trup oválného průřezu byl vytvořen ze dvou polovin, z nichž přední část byla vyrobena ze svařované ocelové trubkové konstrukce, přičemž výztuž byla tvořena diagonálně přivařenými trubkami. Zadní část trupu a křídlo byly ze dřeva a potaženy překližkou. Obě části trupu byly spojeny dohromady v jeden celek ve čtyřech bodech. Boky trupu byly z překližky. Mezi křídly byla svislá vzpěra doplněna druhou vzpěrou a společně vytvářely tvar písmena V. Od spodního křídla z místa ukotvení mezikřídlových vzpěr vedla k trupu na obou stranách šikmá vzpěra. Křídlo bylo neseno i 6 vzpěrami nad trupem. Všechny vzpěry byly z ocelových trubek. Kolový podvozek byl vybaven tlumiči nárazů z gumových provazců.
Prototyp byl osazen slabším šestiválcovým motorem Anzani s nominálním výkonem 34 kW (45 k) při 1 500 ot/min a maximálním 37 kW (50 k) při 1 580 ot/min. Brzy na to byl motor Anzani nahrazen jinými typy. Hlavní vyráběné série 5 letounů v letech 1927–29 a 6 letounů v období 1930–31 byly osazeny motory Walter, Walter NZ-60 resp. Walter Vega.

## Použití

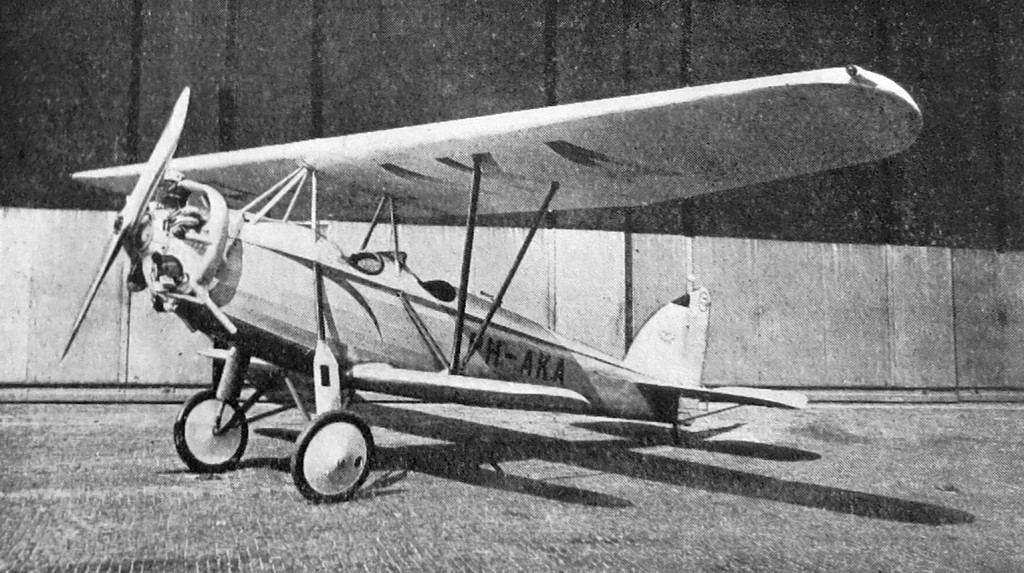
Pander EF85 s motorem Walter Vega (PH-AKA)

Jedno z prvních veřejných vystoupení prvního prototypu Pander E (H-NADI) bylo v soutěži o pohár Zenith (Coupe Zénith) na trati Paříž-Lyon, které se konalo 3.–4. července 1926, a Pander E obsadil 4. místo. Tento letoun již měl být osazen motorem Walter NZ-60, ale k tomu nedošlo. O měsíc později (26. srpna 1926) byl letoun zničen havárií v německém Dortmundu. Rotterdamský aeroklub (RAC) nicméně zadal objednávku na další dva letouny, která byla uspokojena v červenci 1927 (H-NADV, H-NADW) a další byl dodán následující rok. Byly to první nizozemské letouny používané pro výcvik. Z finančních důvodů byla založena Národní letecká škola (NLŠ) a v roce 1929 tam byly převedeny všechny tři letouny. Tato letadla byla v provedení EC60 s pětiválcovým motorem Walter NZ-60 o výkonu 60 k (44 kW). V letech 1931–1932 NLŠ obdržela čtyři další nová letadla Pander EF85 s pětiválcovými motory Walter Vega (nástupce NZ-60) o výkonu 85 k (64 kW).

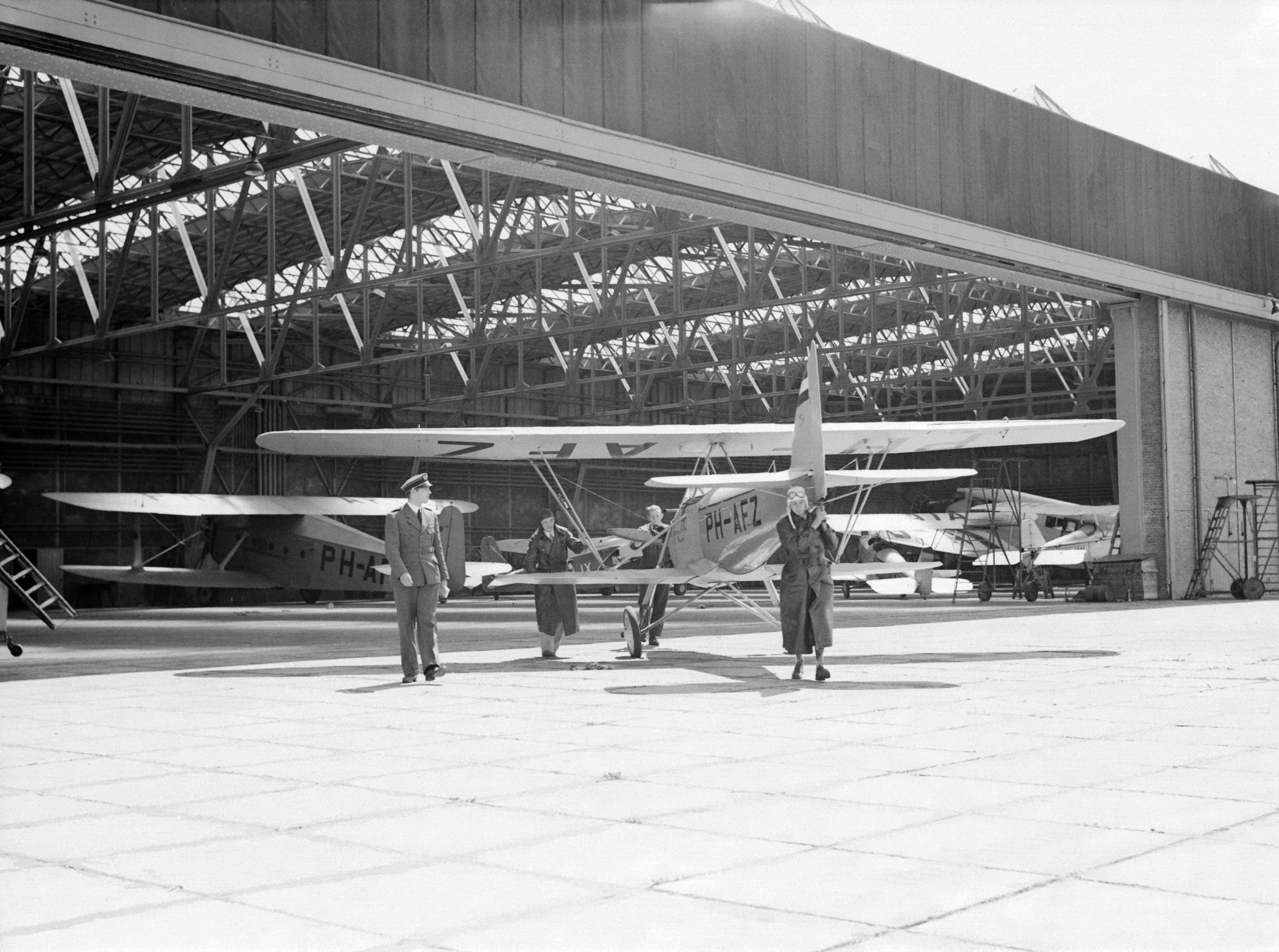
Pander EF85 (PH-AFZ)

Tři vyrobené letouny Pander EC60 zakoupené Rotterdamským Aero-Clubem se zúčastnily 20.–22. července 1928 v Rotterdamu nizozemské mezinárodní soutěže Rotterdam Light Plane Meeting na letišti Waalhaven (dnes Rotterdam The Hague Airport). Piloti v.d. Graf, Sandberg a M. Schmidt Crans obsadili v letecké soutěži 3., 4. a 6. místo. Počátkem září 1932 se uskutečnil mezinárodní "weekendový" závod (The Week-end Aérien) v anglickém Hestonu (nyní součást Londýna nedaleko letiště Heathrow). Ze čtyř Panderů na startu byly tři osazeny motory Walter. Letoun s imatrikulací PH-AKA měl motor Walter Vega a PH-AIA měl Walter NZ-70, což byl modifikovaný Walter NZ-60. Třetí letoun PH-AEX byl osazen standardním NZ-60. Mezi oceněnými stroji však Pandery E uváděny nejsou. Obdobně, čestnou účastí skončily i jiné mítinky v letech 1928–1933, ať se konaly v domovském Nizozemsku (Rotterdam 1929) anebo ve Francii (Orly 1928, 1933) či Spojeném království (Lympne 1929).

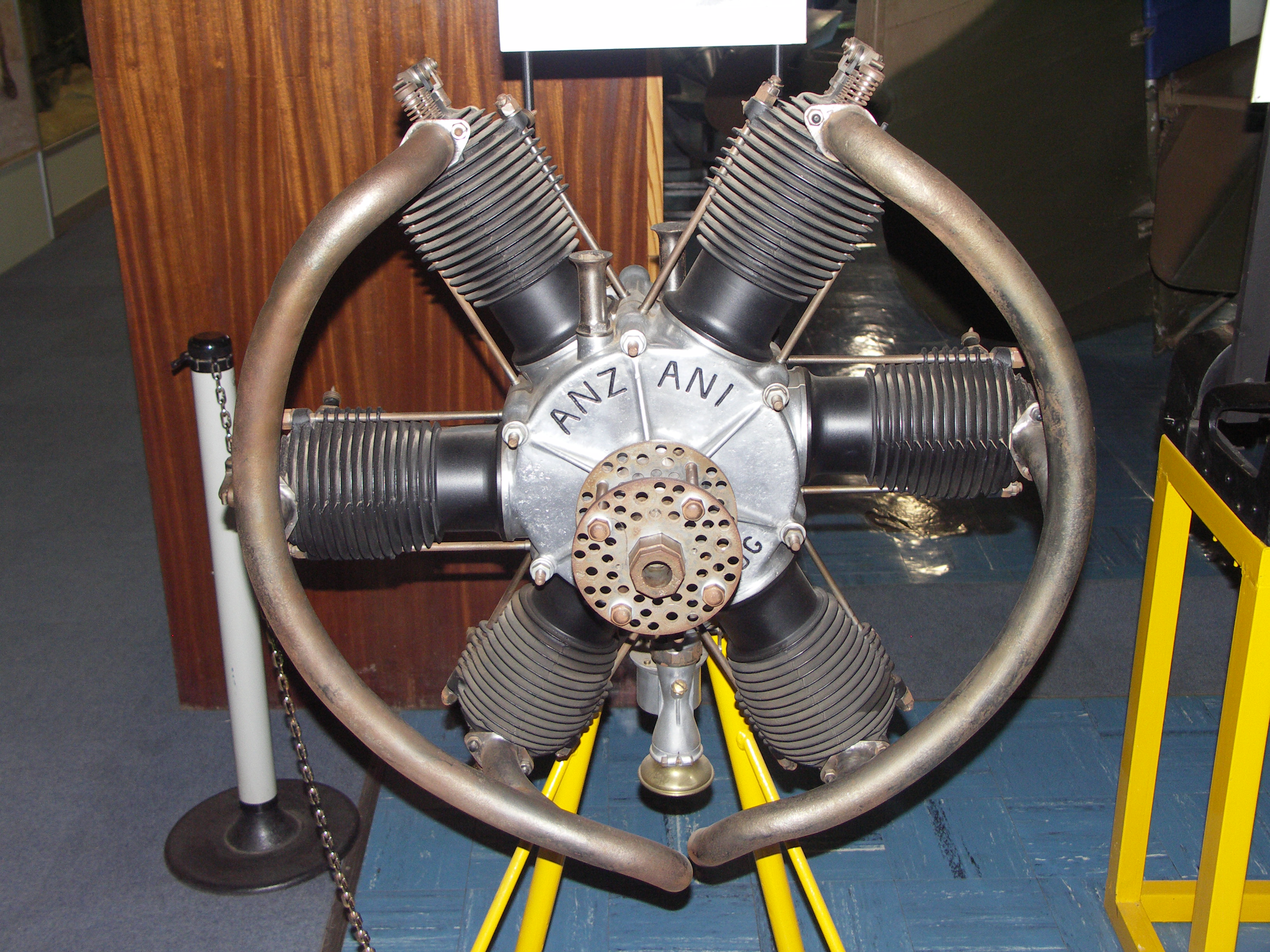
Anzani 45 k

Nizozemský East Indies Flying Club koupil v roce 1930 dva letouny EG100. Na Panderu EG100 (PH-AFN) s motorem D. G. „Gipsy I“ vykonal J.E. Van Tijen let trvající 36 dnů do Nizozemské východní Indie. Letoun již byl celokovový s kovovou vrtulí a brzdami Bendix.

## Varianty

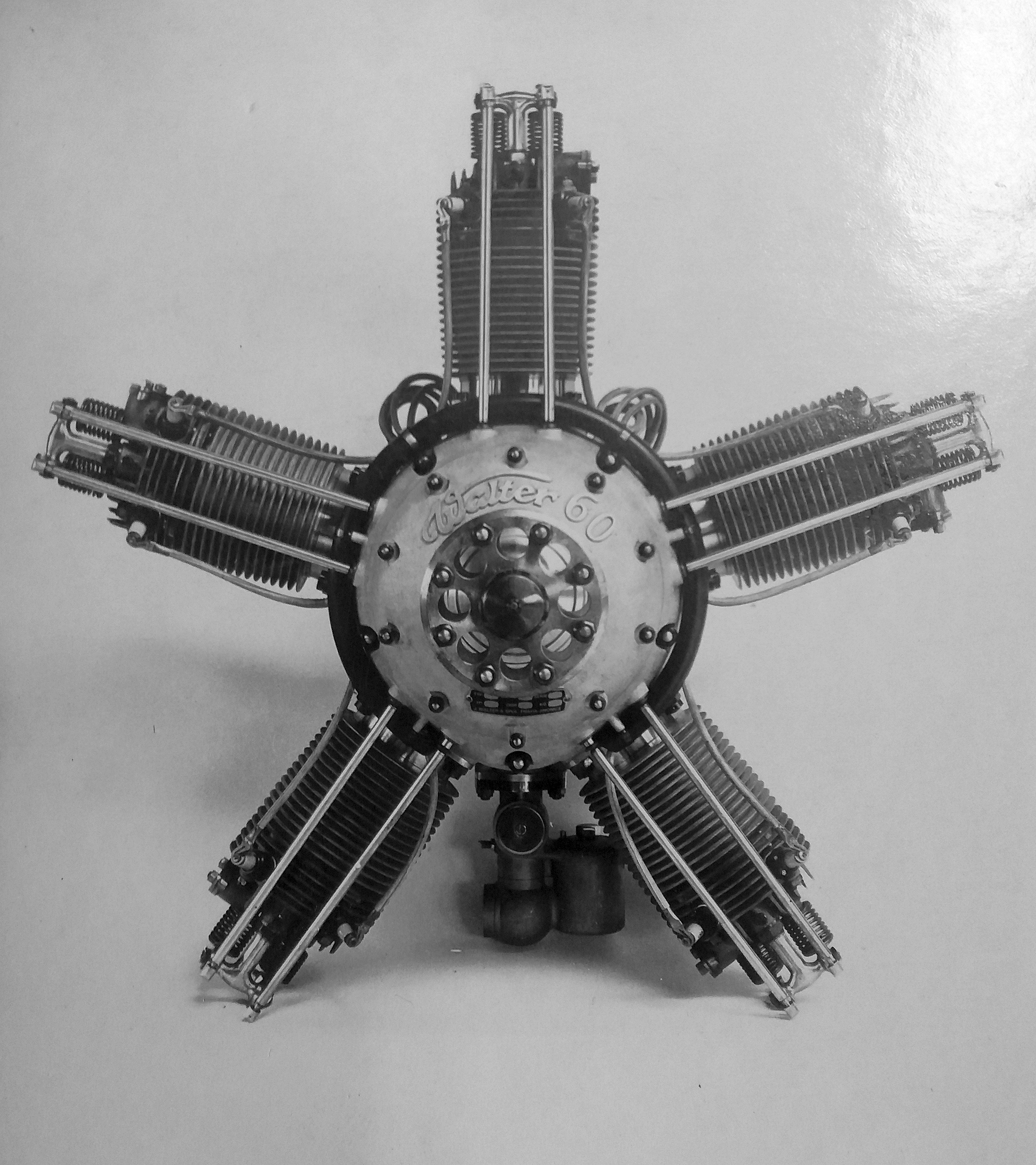
Walter NZ-60 (1923)

- E – první prototyp s hvězdicovým šestiválcovým motorem Anzani o výkonu 45 k (34 kW), 1 letoun, výr. č. 18 H-NADI
- EC (EC60) – s hvězdicovým pětiválcovým motorem Walter NZ-60 o výkonu 60 k (44 kW), 5 letounů, výr. č. 22–26: H-NADV (PH-ADV), H-NADW (PH-ADW), H-NAEJ (PH-AEJ), H-NAEV (PH-AEV) a H-NAEX (PH-AEX)
- EF (EF85) – s hvězdicovým pětiválcovým motorem Walter Vega o výkonu 85 k (64 kW), 6 letounů, výr. č. 27, 30–31, 38–40: PH-AKA, PH-AFJ, PH-AFZ, PH-AFX, PH-AIA a PH-AIB
- EG (EG100) – čtyřválcový řadový motor de Havilland Gipsy I o výkonu 100 k (75 kW), 4 letouny, výr. č. 33, 35
- EH (EH120) – čtyřválcový řadový motor de Havilland Gipsy III o výkonu 120 k (90 kW), 1 letoun, výr. č. 36
- EK (EK80) – přestavba letounu EC, výr. č. 24

## Uživatelé
- Nizozemsko

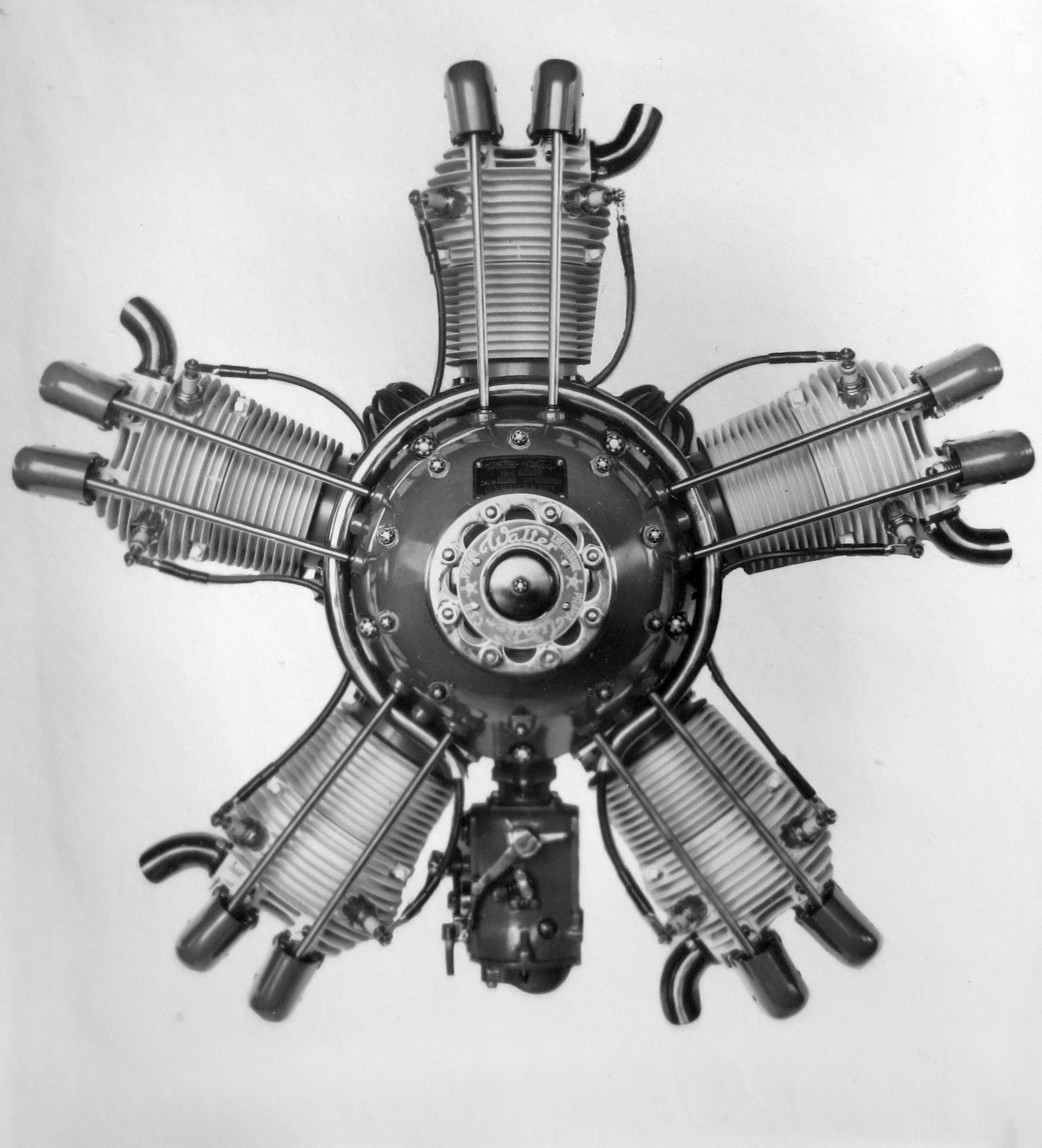
Walter Vega (1929)

  - NV Nationale Luchtvaartschool (Národní letecká škola, NLŠ)/Rotterdam, Waalhaven, Rijswijk
  - Aero Club Rotterdam (RAC)
  - Dutch East Indies Flying Club

## Specifikace
Údaje pro prototyp Pander E dle

### Technické údaje
- Posádka: 2
- Rozpětí horního křídla: 10,00 m
- Rozpětí dolního křídla: 5,00 m
- Délka: 6,20 m
- Výška:  mm
- Nosná plocha: 17,61 (14,31+3,30) m²
- Hmotnost prázdného letounu: 318 kg
- Vzletová hmotnost: 535 kg
- Pohonná jednotka: hvězdicový vzduchem chlazený šestiválcový motor Anzani 45 k
- Vrtule: dvoulistá dřevěná s pevnými listy

### Výkony
- Maximální rychlost: 126 km/h
- Cestovní rychlost: 116 km/h
- Nejmenší rychlost: 61 km/h
- Dostup: 3 500 m
- Dolet: 745 km
- Stoupavost: 7 min 45 s do 915 m